# Нојхаузен об Ек
Нојхаузен об Ек (њем. Neuhausen ob Eck) општина је у њемачкој савезној држави Баден-Виртемберг. Једно је од 34 општинска средишта округа Тутлинген. Према процјени из 2010. у општини је живјело 3.840 становника. Посједује регионалну шифру (AGS) 8327038.

## Географски и демографски подаци
Нојхаузен об Ек се налази у савезној држави Баден-Виртемберг у округу Тутлинген. Општина се налази на надморској висини од 768 метара. Површина општине износи 46,2 km². У самом мјесту је, према процјени из 2010. године, живјело 3.840 становника. Просјечна густина становништва износи 83 становника/km².